# كرد أباد (زرين غل)
کرد أباد (بالفارسية: کردآباد) هي قرية تقع في إيران في قسم زرین غل الریفي. يقدر عدد سكانها بـ 1,458 نسمة .